# エイティーンガール
エイティーンガール（欧字名:Eighteen Girl、2016年4月14日 - ）は、日本の競走馬。主な勝ち鞍は2020年のキーンランドカップ、2021年の京阪杯。

## 経歴

### 出生まで
母センターグランタスは、2004年に北海道三石町（現在の新ひだか町）のケイアイファームで1996年のサンケイスポーツ賞4歳牝馬特別に優勝したセンターライジングの6番仔として生まれたアグネスタキオン産駒である。また、祖母のダイナオレンジは1988年の新潟記念 (GIII) を当時のレコードを更新するタイムで優勝の実績を残していた。
センターグランタスは栗東トレーニングセンターの藤岡健一厩舎で、未勝利戦を勝利、後に庄野靖志厩舎へ移った。通算7戦1勝で競走生活を終え、庄野の紹介により、庄野牧場にて繁殖牝馬となった。
繁殖生活最初の2年間はサクラバクシンオー、カンパニーと種付けたが、不受胎で産駒に恵まれず。以降、他の牧場に預けて環境を変えることで、受胎を試みた。その後は、3年目のファルブラヴ産駒から4年連続で出産に成功し、後にその内3頭が競走馬としてデビューを果たしている。
7年目の種付けに、庄野牧場の庄野宏志代表が配合相手にヨハネスブルグを選択。初年度と2年目の産駒の活躍しており、代表が「1度は種付けしてみたかった」からだったという。2016年4月14日、朝の放牧をこなしたのちに母体が破水。北海道日高町の庄野牧場にて、センターグランタスの5番目の仔、後のエイティーンガールが誕生する。

### デビュー前
お転婆な性格でハミをかけるのに苦労したものの、「馬っぷり」「馬体のバランス」が良好であったという。その後、怪我や病気をすることないまま育ち、2017年8月北海道サマーセールに上場。JRA（日本中央競馬会）が400万円で落札し、432万円で取引された。
日本中央競馬会日高育成牧場、軽種馬育成調教センター (BTC) にて調教が施されたのち、2018年4月24日、千葉県船橋市の中山競馬場で行われるJRAブリーズアップセールに上場された。JRAが制作した「ブリーズアップセール上場馬個体情報」によれば、「両前屈腱太めが認められますが、エコー検査で腱実質に異常を認めておりません」との所見。また1月に両飛節後腫を患ったことが示されている。
セールでは、2015年1月以降に馬主として新規登録された者のみが入札することが許される「新規馬主限定セッション」の対象に選出。セールの結果、中山泰志により、1188万円で取引された。また取引時の馬体の特徴として「珠目正、髪中左一右二、左後小」が挙げられている。「18+少女」を由来とする「エイティーンガール」と名付けられた。

### 競走馬時代

#### 2歳（2018年）
2018年6月23日、阪神競馬場の新馬戦（芝1200メートル）に秋山真一郎が騎乗しデビュー。単勝オッズ12.7倍の4番人気という支持を受けるも4着に敗れた。初勝利は3戦目、新馬戦と同じ条件の未勝利戦であった。5番手から、最後の直線で上がり3ハロンメンバー中最速タイの34.8秒を使い、後続に1馬身半離しての勝利を挙げた。12月15日、同じ条件のさざんか賞（500万円以下）6番手から最速の上がりを使うも、3馬身前のイベリスに次ぐ2着。

#### 3歳（2019年）
3歳となり初戦は、若菜賞（500万円以下）。池添謙一に乗り替わり、自身初の1番人気を背負い、勝利。桜花賞のトライアル競走であるフィリーズレビュー (GII) で重賞初出走を果たすも9着、続く葵ステークス（重賞）でも敗退し、牝馬クラシック競走に出走することはなく、長期休養が当てられた。唯一の7ハロン (1400 m) 戦であるフィリーズR以外は、常に6ハロン (1200 m)を使っている。
復帰は10月6日、2勝クラス（1000万円以下）であった。葵ステークスから20 kg増加した馬体重、初めて古馬と顔合わせも、後方に4分の3馬身離して勝利。続く3勝クラス (1600万下)は、3戦目の2019ファイナルステークスで差し切り、後方に2馬身半離して勝利、オープンクラスへ昇格した。騎乗した武豊は、「思った以上の切れ味」と表した。

#### 4歳（2020年）
4歳となった2020年2月、シルクロードステークス (GIII) に出走。調教師免許試験に合格し、2月末で引退となる四位洋文に乗り替わり出走。後方から、逃げるモズスーパーフレアやセイウンコウセイを抜き去ったが、アウィルアウェイにクビ差及ばず2着となった。四位によると「追い出しを少し待たされるところがあった。」とし、それがなければ勝利していたという。また「こんな馬に乗ると騎手をやめたくなくなるね」と発言した。続いて5月の鞍馬ステークス (OP) で1番人気に推されたものの、2番人気のタイセイアベニールにクビ+クビ差敗れて3着となった。
その後、函館スプリントステークス (GIII) やUHB賞 (OP) と連戦し、どちらも7着に敗れた。北海道3戦目となるキーンランドカップ (GIII) に出走、15.5倍の5番人気の支持だったが、後方から唯一上がり34秒台の脚で差し切って重賞初制覇を飾った。スプリンターズステークス (GI) の優先出走権を行使。池添謙一に再び乗り替わり、初めてGIに参戦した。しかし、最後の直線で進路が塞がるアクシデントもあり、11着に敗れた。

#### 5歳（2021年）

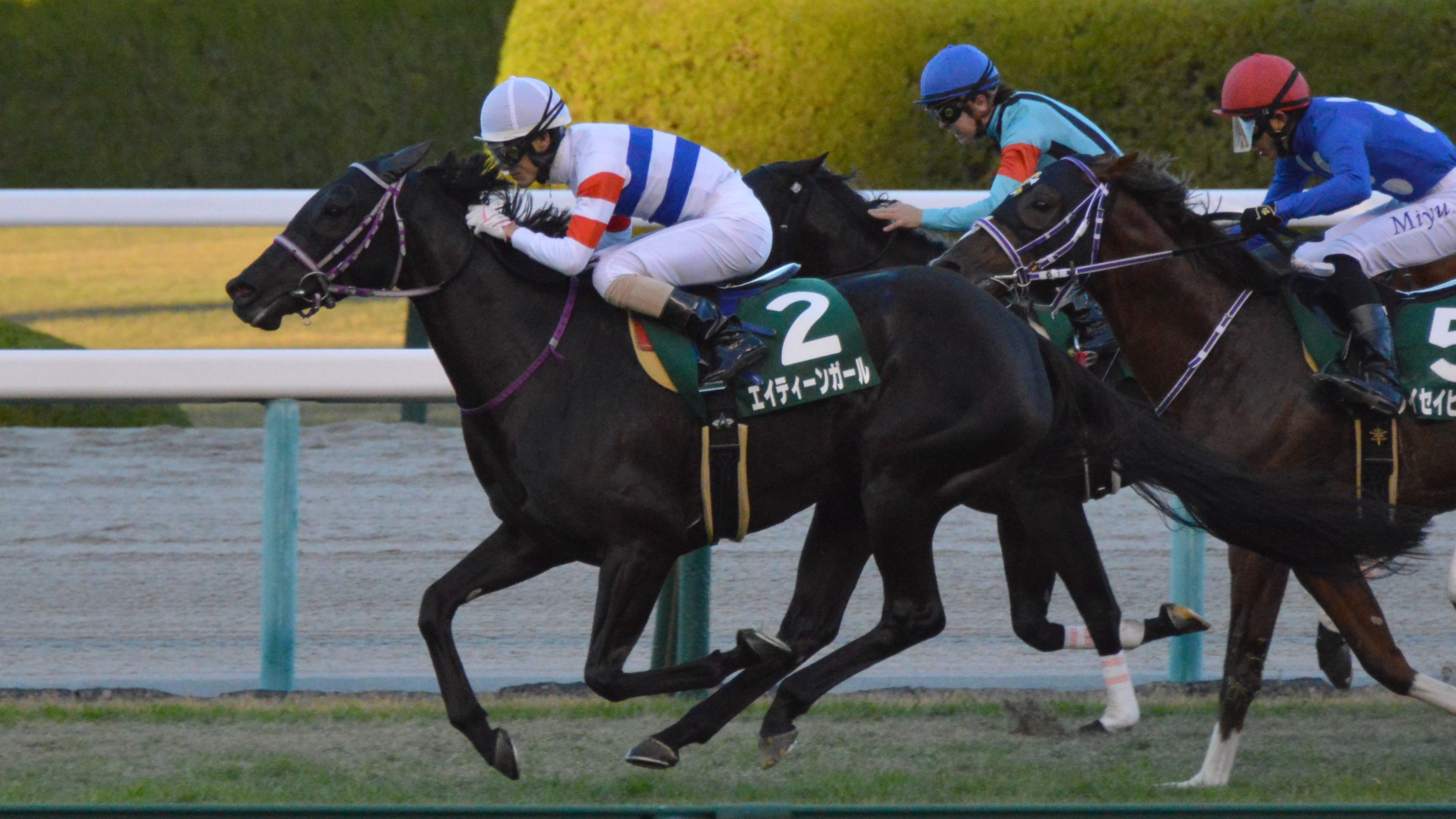
京阪杯ゴール前

5歳となった2021年は、前年に続いてシルクロードステークスで始動。京都競馬場の改修工事により、高松宮記念と同じ舞台である中京競馬場での開催となった。それまで1戦しか走ったことのない左回りに出走し、14着に敗退。騎乗した坂井は、左回りが合わないと評した。続くオーシャンステークスは大野拓弥が騎乗したが15着と惨敗を喫する。高松宮記念は後方2番手から末脚を発揮したが7着が精一杯だった。次走、8月のUHB賞は横山和生に乗り替わる。レースは出遅れてしまい13着に終わった。連覇を狙ったキーンランドカップは直線でよく追い込んだがレイハリアにアタマ差届かず2着に敗れた。続くスプリンターズステークスは13着と惨敗した。11月28日の京阪杯では10番人気と評価を落としての出走であったが、レースでは道中後方で脚を溜め、直線で大外から末脚を繰り出すと最後はタイセイビジョンに1馬身差つけ勝利し重賞2勝目を挙げた。

#### 6歳（2022年）
2月27日の阪急杯で始動したが見せ場なく10着。その後も不本意なレースが続き、この年は未勝利に終わった。

#### 7歳（2023年）
1月29日のシルクロードステークスに出走したがナムラクレアの9着と惨敗。レース後、管理する飯田調教師により現役を引退して繁殖入りすることが発表された。そして、2月3日をもって正式に競走馬登録を抹消。引退後は北海道浦河町にある三嶋牧場で繁殖牝馬となる。

## 競走成績
以下の内容は、netkeiba.comの情報に基づく。
| 競走日     | 競馬場 | 競走名             | 格      | 距離（馬場）  | 頭 数 | 枠 番 | 馬 番 | オッズ （人気） | 着順 | タイム （上がり3F） | 着差 | 騎手        | 斤量 [kg] | 1着馬（2着馬）          | 馬体重 [kg] |
| ---------- | ------ | ------------------ | ------- | ------------- | ----- | ----- | ----- | --------------- | ---- | ------------------- | ---- | ----------- | --------- | ----------------------- | ----------- |
| 2018.06.23 | 阪神   | 2歳新馬            |         | 芝1200m（良） | 10    | 8     | 9     | 012.70（4人）   | 04着 | R1:10.8（34.6）     | -0.8 | 0秋山真一郎 | 54        | ジャカランダシティ      | 422         |
| 0000.09.02 | 小倉   | 2歳未勝利          |         | 芝1200m（稍） | 17    | 3     | 6     | 007.50（5人）   | 05着 | R1:10.2（35.6）     | -0.5 | 0武豊       | 54        | ヴァニラアイス          | 428         |
| 0000.09.29 | 阪神   | 2歳未勝利          |         | 芝1200m（重） | 13    | 5     | 7     | 004.90（3人）   | 01着 | R1:10.9（34.8）     | -0.2 | 0武豊       | 54        | （エイシンオリヒメ）    | 430         |
| 0000.12.15 | 阪神   | さざんか賞         | 500万下 | 芝1200m（良） | 13    | 7     | 11    | 007.90（4人）   | 02着 | R1:09.5（34.1）     | -0.5 | 0武豊       | 54        | イベリス                | 438         |
| 2019.01.27 | 京都   | 若菜賞             | 500万下 | 芝1200m（良） | 11    | 7     | 9     | 003.20（1人）   | 01着 | R1:09.4（34.5）     | -0.3 | 0池添謙一   | 54        | （タマモメイトウ）      | 442         |
| 0000.03.10 | 阪神   | フィリーズレビュー | GII     | 芝1400m（稍） | 18    | 4     | 8     | 014.90（7人）   | 09着 | R1:22.6（35.2）     | -0.6 | 0池添謙一   | 54        | ノーワン / プールヴィル | 434         |
| 0000.05.25 | 京都   | 葵S                | 重賞    | 芝1200m（良） | 16    | 5     | 10    | 026.60（6人）   | 06着 | R1:08.4（34.0）     | -0.4 | 0池添謙一   | 54        | ディアンドル            | 426         |
| 0000.10.06 | 京都   | 3歳上2勝クラス     |         | 芝1200m（良） | 14    | 1     | 1     | 005.50（3人）   | 01着 | R1:08.7（34.1）     | -0.1 | 0池添謙一   | 53        | （メイショウキョウジ）  | 446         |
| 0000.10.20 | 京都   | 桂川S              | 3勝     | 芝1200m（良） | 18    | 7     | 15    | 011.70（6人）   | 02着 | R1:09.1（34.1）     | -0.0 | 0池添謙一   | 52        | アイラブテーラー        | 450         |
| 0000.12.15 | 中京   | 浜松S              | 3勝     | 芝1200m（良） | 17    | 4     | 8     | 004.30（1人）   | 08着 | R1:08.9（34.0）     | -0.7 | 0秋山真一郎 | 54        | ナランフレグ            | 452         |
| 0000.12.28 | 阪神   | 2019ファイナルS    | 3勝     | 芝1200m（良） | 15    | 6     | 11    | 003.70（2人）   | 01着 | R1:09.5（33.3）     | -0.4 | 0武豊       | 54        | （ディーパワンサ）      | 446         |
| 2020.02.02 | 京都   | シルクロードS      | GIII    | 芝1200m（良） | 18    | 3     | 6     | 009.10（6人）   | 02着 | R1:09.0（33.5）     | -0.0 | 0四位洋文   | 53        | アウィルアウェイ        | 448         |
| 0000.05.10 | 京都   | 鞍馬S              | OP      | 芝1200m（良） | 12    | 8     | 11    | 002.30（1人）   | 03着 | R1:07.8（32.4）     | -0.1 | 0坂井瑠星   | 55        | タイセイアベニール      | 448         |
| 0000.06.21 | 函館   | 函館スプリントS    | GIII    | 芝1200m（良） | 16    | 2     | 3     | 010.20（5人）   | 07着 | R1:08.2（33.8）     | -0.7 | 0坂井瑠星   | 54        | ダイアトニック          | 448         |
| 0000.08.16 | 札幌   | UHB賞              | OP      | 芝1200m（良） | 13    | 5     | 6     | 003.50（1人）   | 07着 | R1:09.4（35.0）     | -0.6 | 0坂井瑠星   | 54        | ライトオンキュー        | 458         |
| 0000.08.30 | 札幌   | キーンランドC      | GIII    | 芝1200m（重） | 16    | 7     | 14    | 015.50（5人）   | 01着 | R1:10.6（34.7）     | -0.2 | 0坂井瑠星   | 54        | （ライトオンキュー）    | 456         |
| 0000.10.04 | 中山   | スプリンターズS    | GI      | 芝1200m（良） | 16    | 7     | 14    | 037.10（8人）   | 11着 | R1:09.3（34.8）     | -1.0 | 0池添謙一   | 55        | グランアレグリア        | 448         |
| 2021.01.31 | 中京   | シルクロードS      | GIII    | 芝1200m（良） | 18    | 4     | 7     | 015.10（8人）   | 14着 | R1:09.2（34.0）     | -0.9 | 0坂井瑠星   | 55        | シヴァージ              | 454         |
| 0000.03.06 | 中山   | オーシャンS        | GIII    | 芝1200m（稍） | 16    | 5     | 9     | 036.1（12人）   | 15着 | R1:09.3（34.3）     | -0.9 | 0大野拓弥   | 54        | コントラチェック        | 450         |
| 0000.03.28 | 中京   | 高松宮記念         | GI      | 芝1200m（重） | 18    | 4     | 8     | 085.4（12人）   | 07着 | R1:09.6（34.3）     | -0.4 | 0酒井学     | 55        | ダノンスマッシュ        | 452         |
| 0000.08.15 | 札幌   | UHB賞              | OP      | 芝1200m（良） | 16    | 5     | 9     | 008.80（5人）   | 13着 | R1:09.4（33.6）     | -0.6 | 0横山和生   | 55        | アヌラーダプラ          | 460         |
| 0000.08.29 | 札幌   | キーンランドC      | GIII    | 芝1200m（良） | 16    | 5     | 9     | 020.20（7人）   | 02着 | R1:09.1（34.0）     | -0.0 | 0横山和生   | 55        | レイハリア              | 462         |
| 0000.10.03 | 中山   | スプリンターズS    | GI      | 芝1200m（良） | 16    | 5     | 10    | 106.8（14人）   | 13着 | R1:08.3（33.4）     | -1.2 | 0横山和生   | 55        | ピクシーナイト          | 452         |
| 0000.11.28 | 阪神   | 京阪杯             | GIII    | 芝1200m（良） | 16    | 1     | 2     | 022.5（10人）   | 01着 | R1:08.8（33.5）     | -0.1 | 0秋山真一郎 | 55        | （タイセイビジョン）    | 454         |
| 2022.02.27 | 阪神   | 阪急杯             | GIII    | 芝1400m（良） | 14    | 4     | 5     | 018.8（10人）   | 10着 | R1:20.9（34.5）     | -1.0 | 0秋山真一郎 | 54        | ダイアトニック          | 456         |
| 0000.03.27 | 中京   | 高松宮記念         | GI      | 芝1200m（重） | 18    | 6     | 12    | 128.0（15人）   | 08着 | R1:08.6（33.8）     | -0.3 | 0秋山真一郎 | 55        | ナランフレグ            | 456         |
| 0000.08.28 | 札幌   | キーンランドC      | GIII    | 芝1200m（良） | 15    | 7     | 14    | 008.70（5人）   | 06着 | R1:09.6（34.3）     | -0.5 | 0武豊       | 55        | ヴェントヴォーチェ      | 454         |
| 0000.10.02 | 中山   | スプリンターズS    | GI      | 芝1200m（良） | 16    | 3     | 5     | 110.3（14人）   | 06着 | R1:08.1（34.3）     | -0.3 | 0秋山真一郎 | 55        | ジャンダルム            | 452         |
| 0000.11.27 | 阪神   | 京阪杯             | GIII    | 芝1200m（良） | 16    | 5     | 9     | 015.00（6人）   | 11着 | R1:08.3（33.3）     | -1.1 | 0秋山真一郎 | 56        | トウシンマカオ          | 456         |
| 2023.01.29 | 中京   | シルクロードS      | GIII    | 芝1200m（良） | 15    | 3     | 4     | 069.1（12人）   | 09着 | 01:08.3（33.6）     | -1.0 | 0横山典弘   | 56        | ナムラクレア            | 456         |

## 繁殖成績
|      | 馬名                     | 生年   | 性 | 毛色   | 父       | 馬主 | 厩舎 | 戦績 |
| ---- | ------------------------ | ------ | -- | ------ | -------- | ---- | ---- | ---- |
| 初仔 | エイティーンガールの2024 | 2024年 | 牡 | 黒鹿毛 | シスキン |      |      |      |

- 2024年9月26日現在

## 血統表
| エイティーンガールの血統              | エイティーンガールの血統                | エイティーンガールの血統                | （血統表の出典）                        | （血統表の出典）  |
| 父系                                  | ストームキャット系                      | ストームキャット系                      | ストームキャット系                      |                   |
| 父 *ヨハネスブルグ 1999 鹿毛 アメリカ | 父の父*ヘネシー 1993 栗毛 アメリカ      | Storm Cat                               | Storm Bird                              | Storm Bird        |
| 父 *ヨハネスブルグ 1999 鹿毛 アメリカ | 父の父*ヘネシー 1993 栗毛 アメリカ      | Storm Cat                               | Terlingua                               |                   |
| 父 *ヨハネスブルグ 1999 鹿毛 アメリカ | 父の父*ヘネシー 1993 栗毛 アメリカ      | Island Kitty                            | Hawaii                                  | Hawaii            |
| 父 *ヨハネスブルグ 1999 鹿毛 アメリカ | 父の父*ヘネシー 1993 栗毛 アメリカ      | Island Kitty                            | T.C. Kitten                             |                   |
| 父 *ヨハネスブルグ 1999 鹿毛 アメリカ | 父の母Myth 1993 鹿毛                    | *オジジアン                             | Damascus                                | Damascus          |
| 父 *ヨハネスブルグ 1999 鹿毛 アメリカ | 父の母Myth 1993 鹿毛                    | *オジジアン                             | Gonfalon                                |                   |
| 父 *ヨハネスブルグ 1999 鹿毛 アメリカ | 父の母Myth 1993 鹿毛                    | Yarn                                    | Mr.Prospector                           | Mr.Prospector     |
| 父 *ヨハネスブルグ 1999 鹿毛 アメリカ | 父の母Myth 1993 鹿毛                    | Yarn                                    | Narrate                                 |                   |
| 母 センターグランタス 2004 栗毛       | 母の父アグネスタキオン 1998 栗毛        | サンデーサイレンス                      | Halo                                    | Halo              |
| 母 センターグランタス 2004 栗毛       | 母の父アグネスタキオン 1998 栗毛        | サンデーサイレンス                      | Wishing Well                            |                   |
| 母 センターグランタス 2004 栗毛       | 母の父アグネスタキオン 1998 栗毛        | アグネスフローラ                        | *ロイヤルスキー                         | *ロイヤルスキー   |
| 母 センターグランタス 2004 栗毛       | 母の父アグネスタキオン 1998 栗毛        | アグネスフローラ                        | アグネスレディー                        |                   |
| 母 センターグランタス 2004 栗毛       | 母の母センターライジング 1993 栗毛      | *ヘクタープロテクター                   | Woodman                                 | Woodman           |
| 母 センターグランタス 2004 栗毛       | 母の母センターライジング 1993 栗毛      | *ヘクタープロテクター                   | Korveya                                 |                   |
| 母 センターグランタス 2004 栗毛       | 母の母センターライジング 1993 栗毛      | ダイナオレンジ                          | *ノーザンテースト                       | *ノーザンテースト |
| 母 センターグランタス 2004 栗毛       | 母の母センターライジング 1993 栗毛      | ダイナオレンジ                          | *サワーオレンジ                         |                   |
| 母系(F-No.)                           | サワーオレンジ系(FN:8-g)                | サワーオレンジ系(FN:8-g)                | サワーオレンジ系(FN:8-g)                | [ § 2 ]           |
| 5代内の近親交配                       | Mr. Prospector=4×5、Northern Dancer=5×5 | Mr. Prospector=4×5、Northern Dancer=5×5 | Mr. Prospector=4×5、Northern Dancer=5×5 | [ § 3 ]           |
| 出典                                  | 1. 2. 3.                                | 1. 2. 3.                                | 1. 2. 3.                                | 1. 2. 3.          |

- 祖母センターライジングは1996年サンケイスポーツ賞4歳牝馬特別優勝馬。
- 3代母ダイナオレンジの全姉に、1982年の優駿牝馬（オークス）を制したシャダイアイバーがいる[41]。
- 4代母のサワーオレンジの孫には、NHK杯（GII）2着、東京優駿（日本ダービー）4着となり、種牡馬となったガレオン（父:リアルシャダイ）[41]。曾孫には、安田記念（GI）やマイルチャンピオンシップ（GI）を制し、最優秀短距離馬、最優秀父内国産馬を受賞し、種牡馬となったエアジハード（父:サクラユタカオー）[41]やステイヤーズステークス（GII）、青葉賞（GIII）を制し、種牡馬となったペインテドブラック（父:サンデーサイレンス）[41]がいる。